# Arundo
Genre
Classification phylogénétique
Arundo  est un genre végétal de la famille des Poacées, sous-famille des Arundinoideae. 

## Espèces
- Arundo donax L., la canne de Provence
- Arundo formosana Hack.
- Arundo plinii Turra, la canne de Pline